# Stiepnoj (rejon aksajski)
Stiepnoj (ros. Степной) – osiedle w Rosji, w obwodzie rostowskim, w rejonie aksajskim. W 2010 liczyło 2284 mieszkańców.